# 赵佗路街道
赵佗路街道是中华人民共和国河北省石家庄市新华区下辖的一个街道办事处。

## 行政区划
赵佗路街道下辖以下村级行政区划单位：
紫庭红星社区、燕都金地社区、鑫城社区、明珠花园社区居民社区、天域嘉园社区、北环路社区、赵二街村。